# U–129
Az U–129 tengeralattjárót a német haditengerészet rendelte a brémai AG Wessertől 1939. augusztus 7-én. A hajót 1941. május 21-én állították szolgálatba. Tíz harci küldetése volt, amelynek során 29 hajót süllyesztett el. Előfutára volt a déli féltekén tevékenykedő Monszun csoportnak. A búvárhajó 731 napot töltött a tengeren, és teljesen elhasználódott, ezért 1944 augusztusában kivonták a szolgálatból.

## Pályafutása

### Első-harmadik őrjárat
Az U–129 első harci küldetésére 1941. augusztus 3-án futott ki Hortenből, kapitánya Asmus Nicolai Clausen volt. Huszonnyolc napot töltött a tengeren, de nem sikerült ellenséges hajót elsüllyesztenie. Második útja 1941. szeptember 27-én kezdődött. Október 3-án a tengeralattjáró fedélzetére vette az HMS Kenya brit cirkáló által elpusztított Kota Pinang nevű német ellátóhajó 119 túlélőjét. A befogadott tengerészeket három nap múlva spanyol őrizetbe adta. Harmadik harci útjára 1941. október 21-én futott ki. A Kapstadt csoport részeként áthajózott a déli féltekére, egészen a mai Namíbiáig. A 69 napos út során nem süllyesztett el hajót.

### Negyedik őrjárat
A tengeralattjáró 1942. január 25-én indult Lorient-ból. Hetvenegy napot töltött a tengeren, ezalatt hét hajót (25 613 bruttó regisztertonna) süllyesztett el Dél-Amerika északkeleti partjainál.
Az U–129 első áldozata a Nordvangen norvég kereskedelmi hajó volt. A New Orleansba bauxitot szállító, kíséret nélkül hajózó gőzöst Trinidad közelében érte a torpedótalálat. A Nordvangen egy perc alatt elsüllyedt, 24 fős legénységéből senki nem élte túl a német akciót.
1942. február 23-án a tengeralattjáró Trinidadtól délre-délkeletre megtorpedózta a George L. Torian nevű kanadai bauxitszállítót, miután négy órán át követte. A legénység 15 tagja meghalt, négy életben maradt. Nem sokkal később a West Zeda nevű, krómércet szállító amerikai hajó került sorra. A Mombasából Philadelphiába tartó gőzös 35 fős legénysége mentőcsónakba szállt a torpedótalálat után. Az U–129 újabb torpedót lőtt a hajóba, amely kettétört, és tíz perc alatt elsüllyedt. Délben a túlélőket felvette az Emeralda nevű szkúner. Ugyanezen a napon a tengeralattjáró elpusztította a Lennox kanadai bauxitszállítót is.
Február 28-án, 18 órás üldözés után a tengeralattjáró elsüllyesztette a Bayou nevű, mangánércet szállító panamai hajót. A hajó 25 másodperc alatt elmerült, és 25 fős legénységéből csak egy tengerész maradt életben. Március 3-án a Szuezi-csatorna felé tartó amerikai Maryt torpedózta meg az U–129, mintegy 250 kilométerre a brazil partoktól. A 34 fős legénység egy tagja meghalt.
Az őrjárat utolsó áldozata a Steel Age nevű, mangánércszállító hajó volt. A Kalkuttából New Orleansba tartó amerikai gőzöst két torpedó találta el a jobb oldalán, 200 kilométerre a Holland-Guineához tartozó Paramaribótól. A hajó két percen belül elsüllyedt, egy ember kivételével hullámsírba rántva valamennyi tengerészét. Az egyetlen tengerészt az U–129 vette fedélzetére, és magával vitte Lorient-ba, ahova április 5-én futott be.

### Ötödik őrjárat
Az U–129 1942. május 20-án hajózott ki újra, célja a Karib-tenger volt. A 94 tengeren töltött nap alatt 11 hajót ( 41 570 bruttó regisztertonna) süllyesztett el.
A tengeralattjáró 1942. június 10-én megtorpedózta a Karacsiból Philadelphiába tartó L. A. Christensen norvég hajót. A teljes legénység elhagyta a teherszállítót, mielőtt az szinte függőlegesen elmerült. Két nappal később a brit Hardwicke Grange következett, amely 700 tonna fagyasztott élelmiszert szállított Buenos Airesbe. A gőzöst Puerto Rico közelében érte a torpedótalálat. A hajó a felszínen maradt, ezért az U–129 felemelkedett, és fedélzeti lövegéből addig lőtte a Hardwicke Grange-et, amíg az elsüllyedt.
Június 17-én ismét egy bauxitot szállító hajó, a Millinocket vált a tengeralattjáró áldozatává. A hajót Kuba közelében, mélyen a vízvonal alatt találta el a torpedó. A robbanás nagy léket ütött, és több tengerészt a vízbe vetett a fedélzetről. A Millinocket gyorsan süllyedt. A legénység tagjai mentőcsónakokba szálltak, vagy a tengerbe ugrottak. Hans-Ludwig Witt kapitány kikérdezte az egyik gépészt, majd elsősegélycsomagot adott át, hogy elláthassák a sebesülteket. A 35 fős legénységből 11-en meghaltak.
Június 27-én a tengeralattjáró torpedóval és ágyútűzzel elsüllyesztette a Tampicóba tartó mexikói Tuxpam tankert, majd ugyanaznap hullámsírba küldte a szintén mexikói Las Choapast, amely 16 ezer hordó nyersolajat szállított. Július 1-jén a Cadmus norvég banánszállító esett áldozatul a Mexikói-öbölben. Az U–129 felemelkedett a felszínre, hogy kikérdezze a túlélőket, és banánfürtöket halásszon ki. Másnap ismét egy norvég banánszállítót, a Gundersent süllyesztette el a tengeralattjáró. A hajó Hondurasból tartott Galvestonba.
Július 4-én, Havannától északnyugatra a New Orleansba tartó szovjet tankert, a Tuapszét találta el a tengeralattjáró torpedója. A hajó nem süllyedt el, ezért az U–129 ismét megtorpedózta, és a robbanás a mélybe rántotta a tankert, és 44 tengerészéből nyolcat. Július 13-án a búvárhajó megtámadta az amerikai Tachirát, amely 2100 tonna kakaót és kávét szállított. A gőzös hatszáz kilométerre Jamaicától nyugatra találta el a torpedó. A fedélzeten tartózkodó 38 emberből öt meghalt. Július 19-én a Port Antonio norvég kávészállító, július 23-án pedig az amerikai Onondaga következett, amely bauxittal a rakterében tartott Havannába.

### Hatodik őrjárat
1942. szeptember 28-án újabb harci küldetésre indult a tengeralattjáró, amelynek során öt kereskedelmi hajót (32 613 bruttó regiszter tonna) süllyesztett el, döntően a venezuelai partoktól észak-északkeletre.
Október 16-án az U–129 megtorpedózta a norvég Trafalgart, amely 7900 tonna rakománnyal, benne napraforgóolajjal, cserzett bőrrel, marhahús-konzervvel és kemény fával Buenos Airesből New Yorkba tartott. A torpedó a hajó jobb oldalán, a híd alatt csapódott a Trafalgarba, aminek következtében a kazán felrobbant, és két mentőcsónak megsemmisült. A legénység elhagyta a süllyedő hajót, és valamennyien partot értek Guadeloupe-nál október 25-én. Mivel a terület a Vichy-kormány fennhatósága alatt állt, és a norvég tengerészeket internálás fenyegette, továbbhajóztak Dominikára.
Október 23-án a krómot, kaucsukot, kókuszolajat és általános rakományt szállító amerikai Reuben Tiptont pusztította el a tengeralattjáró. Az első torpedó 650 kilométerre Trinidadtól északkeletre érte a hajót. A rádiókezelő vészjelzést adott le, és a fedélzeti löveg kezelői húsz lövést adtak le támadójuk irányában. A kapitány újraindíttatta a motorokat, és a hajó megpróbált megszökni. Az első torpedótalálat után négy órával az U–129 kétszer ismét meglőtte a Reuben Tiptont, és a gőzös két perc alatt elsüllyedt, hullámsírba ragadva három tengerészt.
Hét nappal később a búvárhajó az 5620 tonnás, mások mellett mangánt, pálmaolajat és mahagónit szállító amerikai West Kebarra csapott le. Az 57 tagú legénységből hárman meghaltak. November 5-én a tengeralattjáró két hajót is elsüllyesztett: a Meton amerikai és az Astrell norvég tankert.

### Hetedik őrjárat
Az U–129 1943. március 11-én ismét kifutott Lorient-ból. Nyolcvan napot töltött a tengeren, elsősorban az amerikai keleti part előtt. Három hajót sikerült elsüllyesztenie, köztük a 12 806 tonnás Melbourne Start. Összesített eredménye 26 590 bruttó regisztertonna volt.
Az U–129 április 2-án reggel 8.23-kor négy torpedót lőtt ki a kísérő nélkül hajózó brit Melbourne Starra. Három torpedó eltalálta a 8285 tonna rakományt, benne lőszert és torpedókat szállító hajót. A Melbourne Star felrobbant, és két perc alatt elsüllyedt. A katasztrófát a 117 fős legénységből négyen élték túl. Ők 38 napig hánykolódtak tutajukkal, mígnem egy Catalina hidroplán rájuk nem bukkant 400 kilométerre Bermudától.
Április 24-én a tengeralattjáró megtorpedózta a Santa Catalina amerikai hajót, amely 6700 tonna rakománnyal, benne harckocsikkal, acéllal, kézifegyverekkel és benzinnel tartott a mai Irán felé. A hajó nagyjából 600 kilométerre volt a Hatteras-foktól, amikor az U–129 lecsapott rá. A robbanás következtében kigyulladt a benzinrakomány, és a Santa Catalina élesen megdőlt. A teljes legénység elhagyta a teherszállítót, őket később a Venezia vette fedélzetére.
Május 4-én a Panam került sorra, amely leszakadt az NK–538-as konvojról, mivel motorhibával küszködött. A torpedó a gépháznál csapódott a hajótestbe, és teljesen lerombolta azt, megölve két tengerészt. Hat perccel később egy újabb torpedó találta el a hajót, és a legénység kénytelen volt elhagyni a vészesen süllyedő teherszállítót.

### Nyolcadik-kilencedik őrjárat
Az U–129 új kapitánnyal, Richard von Harpéval a fedélzetén futott ki nyolcadik útjára, amelyet 41 nap múlva, eredménytelenül zárt. Következő útján a tengeralattjáró 112 napot töltött a tengeren, és egy hajót küldött a tenger fenekére, 110 kilométerre a Hatteras-foktól délre-délkeletre. A kubai Libertad nyolcezer tonna cukrot szállított Kubából Baltimore-ba. A 43 fős legénység 18 tagja élte túl a támadást.

### Tizedik őrjárat
A tengeralattjáró 1944. március 22-én Lorient-ból futott ki utolsó harci küldetésére. Brazília délkeleti partjainál vadászott, és a tengeren töltött 120 nap alatt két brit hajót (11 921 bruttó regisztertonna) süllyesztett el.
Május 6-án három torpedót lőtt ki a TJ–30-as konvojról leszakadt brit Anadyrra, amely Fokváros érintésével Port Elizabeth felé haladt. Közülük csak egy érte el a célpontot. A gőzöst Recifétől 900 kilométerre dél-délkeletre érte a találat. Nem süllyedt el, és az U–129 nyolc órán át üldözte, és egy újabb torpedót lőtt rá. Az 53 fős legénységből 47-en túlélték a német akciót. Ők nyolc, illetve 39 nap múlva érték el a brazil partokat.
Öt nap múlva az U–129 elsüllyesztette utolsó áldozatát, a vasércet szállító brit Empire Heath-t. A búvárhajó első támadása sikertelen volt, ezért felemelkedett, és a felszínen megelőzte a gőzöst, és ismét torpedót lőtt ki rá. Ezúttal talált, és az Empire Heath hat perc 20 másodperc alatt hullámsírba merült. A németek kimentették az egyetlen túlélőt, kikérdezték, és fogolyként magukkal vitték Lorient-ba. A hajó többi 57 tengerésze és lövegkezelője életét vesztette.
Az U–129 1944. július 19-én futott be Lorient-ba. A búvárhajó összesen 731 napot töltött a tengeren, és teljesen elhasználódott. Augusztusban kivonták a szolgálatból, majd 18-án elsüllyesztették a Keroman I bázistól délnyugatra. 1946-ban a roncsot kiemelték, és feldarabolták.

## Kapitányok
| Név                   | Kezdőnap         | Zárónap          |
| --------------------- | ---------------- | ---------------- |
| Asmus Nicolai Clausen | 1941. május 21.  | 1942. május 13.  |
| Hans-Ludwig Witt      | 1942. május 14.  | 1943. július 8.  |
| Richard von Harpe     | 1943. július 12. | 1944. július 19. |

## Őrjáratok
| Indulás | Indulónap            | Érkezés | Zárónap             |
| ------- | -------------------- | ------- | ------------------- |
| Horten  | 1941. augusztus 3.   | Lorient | 1941. augusztus 30. |
| Lorient | 1941. szeptember 27. | Lorient | 1941. október 8.    |
| Lorient | 1941. október 21.    | Lorient | 1941. december 28.  |
| Lorient | 1942. január 25.     | Lorient | 1942. április 5.    |
| Lorient | 1942. május 20.      | Lorient | 1942. augusztus 21. |
| Lorient | 1942. szeptember 28. | Lorient | 1943. január 6.     |
| Lorient | 1943. március 11.    | Lorient | 1943. május 29.     |
| Lorient | 1943. július 27.     | Lorient | 1943 szeptember 5.  |
| Lorient | 1943. október 9.     | Lorient | 1944. január 31.    |
| Lorient | 1944. március 22.    | Lorient | 1944. július 19.    |

## Elsüllyesztett hajók
| Dátum             | Hajó neve          | Nemzetisége        | Brt    | Konvoj |
| ----------------- | ------------------ | ------------------ | ------ | ------ |
| 1942. február 20. | Nordvangen         | Norvégia           | 2400   |        |
| 1942. február 23. | George L. Torian   | Kanada             | 1754   |        |
| 1942. február 23. | West Zeda          | Egyesült Államok   | 5658   |        |
| 1942. február 23. | Lennox             | Kanada             | 1904   |        |
| 1942. február 28. | Bayou              | Panama             | 2605   |        |
| 1942. március 3.  | Mary               | Egyesült Államok   | 5104   |        |
| 1942. március 7.  | Steel Age          | Egyesült Államok   | 6188   |        |
| 1942. június 10.  | L. A. Christiansen | Norvégia           | 4362   |        |
| 1942. június 12.  | Hardwicke Grange   | Egyesült Királyság | 9005   |        |
| 1942. június 17.  | Millinocket        | Egyesült Államok   | 3274   |        |
| 1942. június 27.  | Tuxpam             | Mexikó             | 7008   |        |
| 1942. június 27.  | Las Choapas        | Mexikó             | 2005   |        |
| 1942. július 1.   | Cadmus             | Norvégia           | 1855   |        |
| 1942. július 2.   | Gundersen          | Norvégia           | 1841   |        |
| 1942. július 4.   | Tuapsze            | Szovjetunió        | 6320   |        |
| 1942. július 12.  | Tachirá            | Egyesült Államok   | 2325   |        |
| 1942. július 19.  | Port Antonio       | Norvégia           | 1266   |        |
| 1942. július 23.  | Onondaga           | Egyesült Államok   | 2309   |        |
| 1942. október 16. | Trafalgar          | Norvégia           | 5542   |        |
| 1942. október 23. | Reuben Tipton      | Egyesült Államok   | 6829   |        |
| 1942. október 30. | West Kebar         | Egyesült Államok   | 5620   |        |
| 1942. november 5. | Meton              | Egyesült Államok   | 7027   | TAG–18 |
| 1942. november 5. | Astrell            | Norvégia           | 7595   | TAG–18 |
| 1943. április 2.  | Melbourne Star     | Egyesült Királyság | 12 806 |        |
| 1943. április 24. | Santa Catalina     | Egyesült Államok   | 6507   |        |
| 1943. május 4.    | Panam              | Panama             | 7277   | NK–538 |
| 1943. december 4. | Libertad           | Kuba               | 5441   | KN–280 |
| 1944. május 6.    | Anadyr             | Egyesült Királyság | 5278   | TJ–30  |
| 1944. május 11.   | Empire Heath       | Egyesült Királyság | 6643   |        |